# Mitotichthys mollisoni
Mitotichthys mollisoni är en fiskart som först beskrevs av Scott 1955.  Mitotichthys mollisoni ingår i släktet Mitotichthys och familjen kantnålsfiskar. Inga underarter finns listade i Catalogue of Life.